# Фир... Филопап
Вижте пояснителната страница за други личности с името Филопап.
Фир... Филопап (Fir(mius?) Philopappus) e политик и сенатор на Римската империя през 3 век.
През 225 – 226 г. той е управител на провинция Долна Мизия.